# O privighetoare a cântat în Berkeley Square (film)
O privighetoare a cântat în Berkeley Square (titlu original: A Nightingale Sang in Berkeley Square) este un film britanic de jafuri (heist) din 1979 regizat de Ralph Thomas după un scenariu de Guy Elmes. Rolurile principale au fost interpretate de actorii Richard Jordan, Oliver Tobias, David Niven și Elke Sommer.

## Distribuție
- Richard Jordan - Pinky
- Oliver Tobias - Foxy
- David Niven - Ivan
- Elke Sommer - Miss Pelham
- Gloria Grahame - Ma
- Richard Johnson - Inspector Watford
- Michael Angelis - Pealer Bell
- Brian Croucher - Gregory Peck
- Edward Peel - Jack Diamond
- Peter Cartwright - Major Treadwell
- Hugh Griffith - Sid Larkin
- Davy Kaye - Sid the Yid
- John Rhys-Davies - Solicitor
- Robert Raglan - Judge
- Sally Harris - Jill
- Ewen Solon - Commander Ford
- Bruce Boa - Morgan Stanfield
- Elizabeth Adare - Barrister